# Heinrich II. Basedow
Heinrich Basedow, auch Heinrich Basenu oder Heinrich II. Basedow († 1523), war ein Bischof von Kurland und damit Priester des Deutschen Ordens.

## Leben

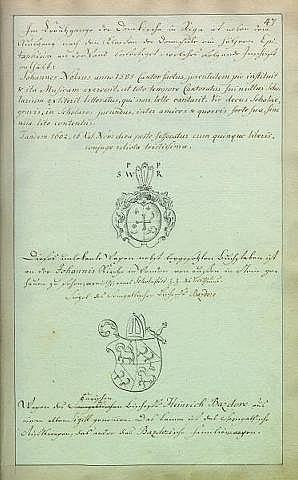
Wappen des Bischofs Heinrich Basedow (unten) in der Sammlung Brotze

Heinrich Basedow stammte aus dem Lübecker Zweig der Familie Basedow und war ein Sohn des Ratsherrn Dietrich Basedow aus dessen erster Ehe mit Heleke Lüneburg.  Er hatte 21 Geschwistern. Jordan Basedow aus der zweiten Ehe des Vaters war als Domherr 1530 Mitglied der 64er Ausschusses und nach der Reformation Ratsherr. Er wurde 1552 geadelt.
Heinrich Basedow immatrikulierte sich 1484 an der Universität Rostock. Im Jahre 1499 war Basedow Kanoniker in Dorpat. Er wurde am 12. Februar 1501 in Rom als Nachfolger des nach dem 4. November 1500 verstorbene Michael Sculteti vom Papst zum Bischof von Kurland bestellt. Am 12. April 1515 verbriefte er ein Wappen für Heinrich Wessel (Wesseler) vom Hof Valant, welches an das Basedowsche Wappen angelehnt war. Dies war ein während der Ordenszeit einmaliger Vorgang.
Im Jahr 1518 wählte er mit dem Dorpater Domkapitel für den am 15. April 1518 verstorbenen Bischof Christian Bornhower einen Nachfolger. Der Papst setzte jedoch seinen Favoriten Johann von Blankenfelde durch. 1519 soll er mit dem Hochmeister Albrecht von Preußen in Konflikt geraten sein. Am 23. Februar 1523 wurde Basedow letztmals urkundlich genannt. Schon im Juni 1523 regte der Hochmeister des Ordens Albrecht von Preußen an, einen neuen Bischof zu wählen, was darauf schließen lässt, dass Basedow bereits verstorben war. 1524 übernahm sein Nachfolger Hermann Konnenberg das Amt. Seine Grabplatte befindet sich in der Johanniskirche in Hasenpoth.